# La princesse de Montpensier
La princesse de Montpensier è un film del 2010 diretto da Bertrand Tavernier.
Il film, ventiseiesimo lungometraggio del regista, è stato presentato al festival di Cannes il 16 maggio 2010.

## Trama
Nel 1563, nella Francia sconvolta dalle guerre di religione, una famiglia discendente dalla Casa d'Angiò, ha promessa in sposa la figlia giovane e bella, Marie de Mézières, al figlio cadetto della potente famiglia Guisa.
Tuttavia una passione intensa nasce fra il fratello maggiore Enrico I di Guisa e Marie.
Volendo frenare le ambizioni dei Guisa, la casa di Borbone convince la famiglia di lei a farla sposare al principe di Montpensier, il discendente di una linea collaterale dei Borbone.
Piuttosto che perseguire un matrimonio con il fratello dell'uomo che ama, Marie si piega al volere del padre e sposa Montpensier.
Inviato alla guerra, il principe di Montpensier chiede al suo più caro amico, il conte di Chabannes, di vegliare sulla sua giovane moglie. Chabannes a sua volta si innamora di Marie. Un giorno il duca d'Angiò, il futuro re Enrico III,  e Enrico I Guisa, viaggiano insieme e giungono nei pressi della tenuta di campagna dei Montpensier. Guisa e Marie si rendono conto che ancora si amano.
Chabannes per amore di Marie le organizza un incontro privato con Guisa. Il marito entra nel suo appartamento di sorpresa e scopre la relazione della moglie.
Chabannes, cacciato da Montpensier e in viaggio a Parigi viene ucciso durante il massacro della notte di San Bartolomeo; Enrico di Guisa rinuncia a Marie per un matrimonio d'interesse. Marie, perduta la stima del marito, delusa dall'amante, in un giorno d'inverno fa visita alla tomba di Chabannes, rendendogli l'estremo omaggio.

## Produzione

### Soggetto
Il film è ispirato all'omonimo romanzo di Madame de La Fayette.

### Il regista: problemi produttivi, storia e cast
Il regista,  nel dicembre 2009, a Firenze, dove era stato invitato a ritirare il premio Fiesole, intervistato sul suo ultimo film, La Princesse de Montpensier dichiara:
Il film è una storia d'amore ambientata nel passato che vede protagonista una giovane ventenne che è costretta a sposarsi contro la propria volontà nonostante sia innamorata di un altro uomo, il Duca di Guisa. Mi intrigava molto realizzare una storia d'amore ambientata nel '500 con personaggi giovanissimi. Il Duca di Guisa di solito viene rappresentato come un quarantenne, mentre invece aveva solo 19 anni quando era generale dell'esercito cattolico, ma a quel tempo 19 anni non avevano lo stesso valore di oggi. Oltre alla storia d'amore ero molto interessato al contesto delle guerre di religione.
Sul set mi sono trovato a dirigere attori giovani e li ho trovati meravigliosi, forti, energici, appassionati. L'unico attore più avanti nell'età con cui ho lavorato è Lambert Wilson, che qui ha interpretato un ruolo molto più fisico, quello di un cavaliere, completamente diverso dai personaggi che di solito è chiamato a impersonare.»
(Bernard Tavernier)

### Riprese: tempo e luoghi
- Il film è stato girato in 8 settimane, nell'autunno del 2009;
- principalmente nella regione francese Centro e precisamente al Palais Jacques-Cœur di Bourges, nell'abbazia di Noirlac a Bruère-Allichamps, nel castello di Meillant a Cher, nel castello di Blois a Loir-et-Cher, nella città di Chinon nell'Indre e Loira, nel castello di Plessis-Bourré a Écuillé, nel castello di Messilhac a Cantal e nel comune di Lacalm.[2]

## Adattamento della novella
(Bertrand Tavernier)
(Traduzione propria)

## Contemporaneità del film storico
(Bertrand Tavernier)
(Traduzione propria.)

## Documentazione storica
(Bernard Tavernier)
(Traduzione propria)

## Tecnica cinematografica
(Bertrand Tavernier)
(Traduzione propria)

## Distribuzione
- Francia: La princesse de Montpensier, 16 maggio 2010
- Germania: Die Prinzessin von Montpensier, 29 giugno 2010
- Canada: The Princess of Montpensier, 2 ottobre 2010
- Grecia: I prigipissa tou Montpensier, 27 ottobre 2010
- Belgio: La princesse de Montpensier, 3 novembre 2010
- Russia: Принцесса де Монпансье, 9 dicembre 2010
- USA: The Princess of Montpensier, 11 gennaio 2011
- Kazakistan: The Princess of Montpensier, 13 gennaio 2011

## Proiezioni italiane
Il film è stato proiettato, in anteprima nazionale, alla decima edizione del Festival del Cinema di Porretta Terme il 23 gennaio 2011.

## Riconoscimenti
- Premi César 2011
  - Migliori costumi